# 南阳市第五中学
南阳市第五中学，简称南五，是位於中国河南省南阳市兴隆路552号的一所中學。南阳市五中创于1980年。先后被评为南阳市、河南省示范性高中。

## 校训学风
- 五中精神：敬业奉献　拼搏进取
- 校训：自强自立　报国为民
- 校风：团结奋进　求实创新
- 教风：诲人不倦　精益求精
- 学风：刻苦勤奋　善学致用

## 校园
占地16800平方米，教室配有教学白板等现代化设备。配备理化生实验室、天文观测台、心理咨询室等。新修建的操场及容纳3000人的餐厅。

## 知名校友
- 胡继晔：现任职于中国政法大学法和经济学研究中心